# Шупенко, Владлен Иванович
Владлен Иванович Шупенко — советский хозяйственный, государственный и политический деятель, Герой Социалистического Труда.

## Биография
Родился в 1924 году в Донецкой области. Член КПСС.
Участник Великой Отечественной войны. С 1948 года — на хозяйственной, общественной и политической работе. В 1948—1984 гг. — инженерный работник в угледобывающей промышленности Донбасса, главный инженер шахты, начальник шахты имени Абакумова треста «Рутченкоуголь», директор шахты имени Е. Т. Абакумова Донецкого производственного объединения по добыче угля Министерства угольной промышленности Украинской ССР.
За создание и внедрение комплексов оборудования КМ 87 на базе передвижной крепи для полной механизации работ в угольных лавах пологих пластов малой мощности был в составе коллектива удостоен Государственной премии СССР в области науки и техники 1968 года.
Указом Президиума Верховного Совета СССР от 5 марта 1976 года присвоено звание Героя Социалистического Труда с вручением ордена Ленина и золотой медали «Серп и Молот».
Делегат XXV съезда КПСС.
Умер в Донецке в 1988 году, похоронен на кладбище шахты № 29.